# 圣马丁 (巴拿马)
圣马丁是巴拿马巴拿马省巴拿马区的一个城市，2010年是人口为4,410。 该市2000年时人口为2,479，1990年时人口为3,575。